# Nokturn w błękicie i złocie – stary Battersea Bridge
Nokturn w błękicie i złocie – stary Battersea Bridge (ang. Nocturne in Blue and Gold – Old Battersea Bridge) – obraz amerykańskiego malarza Jamesa McNeilla Whistlera namalowany ok. 1872-1875, znajdujący się w zbiorach Tate Britain.

## Historia i opis
Obraz przedstawia stary, drewniany most Battersea Bridge nad Tamizą w Londynie zanim został zastąpiony przez nowoczesną konstrukcję. W oddali, na północnym brzegu rzeki, z lewej strony, widoczny jest kościół Chelsea Old Church a z prawej – zbudowany w 1873 most Albert Bridge, nad którym unoszą się fajerwerki. Obraz został namalowany wieczorem i jest pełen efektów atmosferycznych. Aby dodatkowo wzmóc efekt, Whistler namalował most smuklejszy, niż był on w rzeczywistości. Ulubiony artysta Whistlera, Hokusai Katsushika, namalował podobny obraz przedstawiający smukły drewniany most i fajerwerki.
Seria malarskich nokturnów pędzla Whistlera, której częścią jest Nokturn w błękicie i złocie – stary Battersea Bridge, zdobyła rozgłos w 1877, gdy wpływowy krytyk sztuki John Ruskin odwiedził wystawę Grosvenor Gallery, na której pokazywana była owa seria. W recenzji z wystawy napisał, iż Whistler "prosił o dwieście gwinei za wylanie kubła farby w twarz publiczności". Whistler oskarżył go o zniewagę, sprawa została wniesiona do sądu w 1878. Rozpatrujący sprawę sędzia wywołał śmiech w sądzie, kiedy zapytał Whistlera: "Którą częścią obrazu jest most?"; sprawa zakończyła się tym, iż Whistler uzyskał drobne odszkodowanie w wysokości jednego farthinga.
W 1905 obraz stał się pierwszym znaczącym zakupem nowo powstałej galerii National Art Collections Fund a obecnie znajduje się w zbiorach Tate Britain.